# Angela Davisová
Angela Yvonne Davisová (* 26. ledna 1944 Birmingham, USA) je americká marxistická aktivistka a feministka. V 60. a v 70. letech 20. století byla aktivní v celé řadě hnutí, včetně Černých panterů, druhé vlně feminismu nebo mírového hnutí proti válce ve Vietnamu. Byla dlouholetou členkou Komunistické strany USA a aktivistkou, která bojovala za zrušení trestu smrti v Kalifornii.
Jejím stěžejním dílem je Women, Race and Class (1981).

## Aktivismus
Davisová byla během celého svého života aktivní v boji za ženskou liberalizaci, rasovou rovnost a reformu amerického vězeňského systému. Působila jako profesorka na Kalifornských univerzitách v Santa Cruz a Los Angeles. Je spoluzakladatelkou grassrootového hnutí Critical Resistance bojujícího proti vězeňsko-průmyslovému komplexu ve Spojených státech.
V říjnu 1970 byla uvězněna v souvislosti s podezřením, že byla zapletena do zločinu, kdy při přestřelce hnutí Černých panterů s policií zemřeli čtyři lidé. Zbraně útočníků totiž byly registrovány na její jméno. Před policií se po této události skrývala a tak na ni po zatčení byla uvalena vyšetřovací vazba, ve které strávila celkem 16 měsíců. Propuštěna na kauci byla až 23. února 1972, den před začátkem soudního procesu. Porota ji následně 4. června shledala nevinnou a zprostila obvinění ve všech bodech obžaloby.
Soudní proces s Angelou Davis vyvolal bouřlivé reakce jak ve Spojených státech, tak v zemích za železnou oponou, kde byl tamními médii ostře sledován.
Po svém propuštění následně do řady zemí východního bloku osobně zavítala. V září 1972 navštívila Československo, kde se jí tehdy dostalo velmi vřelého přivítaní komunistickým režimem, který ji využil k masivní protiamerické kampani. Na počest jejího příjezdu byla uspořádána velká slavnost v pražské Lucerně; Davisová navštívila nacisty vypálené Lidice, zúčastnila se dne Rudého práva, přijali ji Gustáv Husák, Vasil Biľak nebo Gusta Fučíková a dostala pamětní medaili k 50. výročí založení KSČ. Navštívila i další socialistické země, včetně NDR, Bulharska nebo Sovětského svazu, kde jí byl v květnu 1979 udělen Leninův řád. Na Kubě, po masivním a emotivním přijetí od tamních Afrokubánců, prohlásila, že boj proti rasismu může být úspěšně dovršen pouze v socialistickém politickém systému.
V souvislosti s návštěvou Československa byla v roce 1975 obviněna ruským exilovým spisovatelem Alexandrem Solženicynem, že odmítla žádost o podporu pro tehdejší politické vězně, která jí byla adresována československým disentem v čele s Jiřím Pelikánem. Dle Charlene Mitchellové, její blízké přítelkyně, tehdy Davisová věřila, že lidé v takzvaně lidově demokratických republikách byli vězněni pouze v případech, kdy „podkopávali legitimně zvolenou vládu“.
Členkou Komunistické strany USA byla až do roku 1991, kdy ji po rozpadu Sovětského svazu opustila a začala se angažovat v hnutích prosazujících umírněný demokratický socialismus.
V roce 2011 se účastnila protestů v rámci občanské iniciativy Occupy Wall Street. V letech 2016 a 2017 byla aktivní při protestech proti Donaldu Trumpovi, rovněž se aktivně podílela na pořádání Women's March on Washington či podpoře hnutí BDS.

## Osobní život
V roce 1997 se v interview pro magazín Out veřejně přihlásila ke své lesbické orientaci. Její dlouholetou partnerkou je vysokoškolská profesorka a feministka Gina Dentová.

## Vyznamenání
- Medaile 100. výročí narození Vladimira Iljiče Lenina – Sovětský svaz, 1970
- Řád hvězdy přátelství národů ve stříbře – NDR, 1972[10]
- Řád Playa Girón – Kuba, 3. října 1972[11]
- Leninova cena míru – Sovětský svaz, 1977/1978

## Dílo
- Jsou věznice překonané? Praha: UTOPIA libri, 2021 - 132 s., ISBN 978-80-908192-1-4